# Рахинбурги
Рахинбурги, рахимбурги (позднелат.  Rachimburgii) — коллегия выборных заседателей на народном судебном собрании (mallus) y франков в 5—8 вв. н. э. Знатоки правовых норм, древних обычаев франков. Рахинбурги подвергались штрафу, если их приговор не соответствовал действовавшим среди франков обычаям и законам. Сведения о функциях рахинбургах содержат Салическая правда и другие франкские источники. Институт рахинбургов, возникший в условиях дофеодального общества, не отвечал интересам складывавшегося класса феодалов, поэтому в процессе реформ Карла Великого этот институт был упразднён: рахинбургов заменили назначаемые чиновники — скабины.